# Louis-Alexandre de Cessart

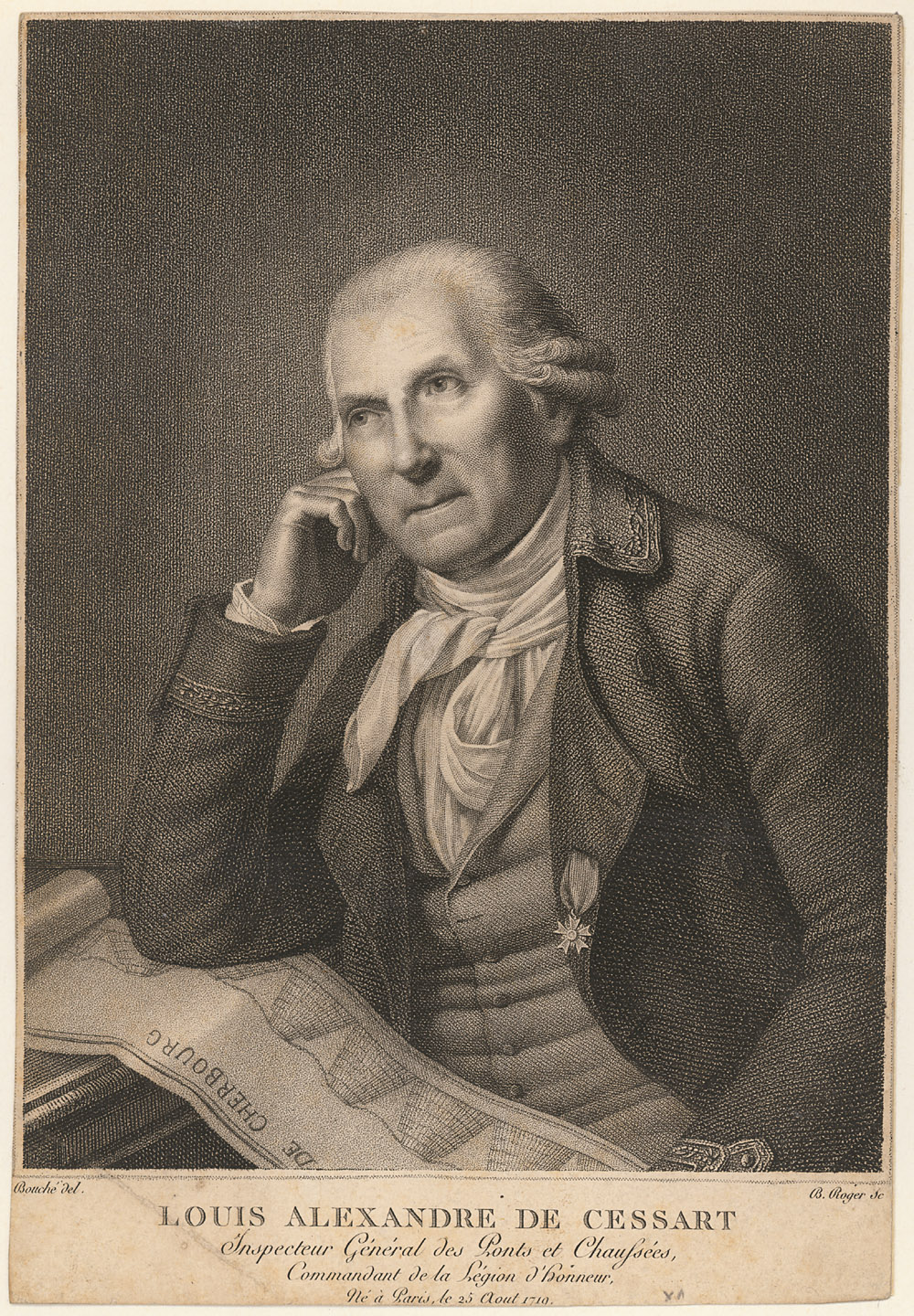
Louis-Alexandre de Cessart

Louis-Alexandre de Cessart (Parigi, 25 agosto 1719 – Rouen, 12 aprile 1806) è stato un ingegnere francese.

## Biografia
Fece parte della gendarmerie della Maison du Roi, combattendo alle battaglie di Fontenoy e Roucoux, nel 1745 e nel 1746. Nel 1747 entrò alla scuola di Jean-Rodolphe Perronet, che successivamente divenne l'École nationale des ponts et chaussées. contribuì alla Encyclopédie ou Dictionnaire raisonné des sciences, des arts et des métiers con Perronet e Jean-Baptiste de Voglie e divenne vice ingegnere della généralité di Tours nel 1751.
In particolare, fu lui a progettare diversi ponti sulla Loira, insieme al Pont des Arts sulla Senna a Parigi, la prima diga progettata a Cherbourg e diverse banchine nei porti della Francia nordoccidentale.